# Jordan Morris
Jordan Perry Morris (ur. 26 października 1994 w Seattle) – amerykański piłkarz występujący na pozycji napastnika lub skrzydłowego, reprezentant Stanów Zjednoczonych, od 2021 roku zawodnik Seattle Sounders.

## Kariera klubowa
Morris wychowywał się w miejscowości Mercer Island w stanie Waszyngton, w aglomeracji Seattle. Jego ojciec Dr. Michael Morris jest lekarzem (pracuje w sztabie medycznym piłkarskiego klubu Seattle Sounders FC), zaś matka pracowała jako pielęgniarka. Posiada trójkę rodzeństwa, jego starszy brat Christopher grał w piłkę nożną w uczelnianym zespole Seattle Pacific Falcons. Gdy miał dziewięć lat, zdiagnozowano mu cukrzycę typu 1. Do trzynastego roku życia równolegle do futbolu uprawiał również baseball i koszykówkę – dopiero później zdecydował się definitywnie poświęcić piłce nożnej. Uczęszczał do lokalnej Mercer Island High School, a równocześnie trenował w młodzieżowej drużynie piłkarskiej Eastside FC. Jako kapitan zespołu pięciokrotnie zdobył z nim mistrzostwo stanu Waszyngton, a w 2012 roku został wybrany do drużyny High School All-American oraz otrzymał dwie nagrody dla najlepszego piłkarza szkolnych rozgrywek stanowych – Gatorade/ESPN Washington State Player of the Year oraz NSCAA Washington State Player of the Year.
W 2012 roku Morris dołączył do akademii lokalnego klubu Seattle Sounders FC. Tam był wyróżniającym się piłkarzem: już w pierwszym sezonie strzelił 28 goli i otrzymał od krajowej federacji piłkarskiej nagrodę dla najlepszego piłkarza rozgrywek młodzieżowych – U-17/18 Development Academy Player of the Year. Zaraz potem zdecydował się jednak odejść z drużyny i rozpocząć studia na Uniwersytecie Stanforda w San Francisco. Karierę piłkarską kontynuował z powodzeniem w tamtejszym zespole Stanford Cardinal. Podczas trzyletniego pobytu w Kalifornii był trzykrotnie (2013, 2014, 2015) wybierany do najlepszej drużyny konferencji Pacific-12 Conference (All-Pac-12 First Team), zaś dwukrotnie (2014, 2015) do drużyny NSCAA First Team All-American. W 2014 roku wygrał z Cardinal rozgrywki Pac-12 Championship. W 2015 roku ponownie triumfował w konferencji Pac-12 (został wybrany najlepszym piłkarzem tych rozgrywek), a także pomógł swojej drużynie wygrać po raz pierwszy CAA Division I Men’s Soccer Championship. Strzelił wówczas dwa gole w finale z Clemson Tigers (4:0), zostając królem strzelców turnieju. W tym samym roku otrzymał prestiżowy MAC Hermann Trophy dla najlepszego uczelnianego piłkarza w Stanach Zjednoczonych.
W kwietniu 2014 Morris podpisał krótkoterminowy kontrakt z drużyną Seattle Sounders U-23, w której barwach w przerwach między semestrami występował na czwartym poziomie rozgrywek – USL Premier Development League. W styczniu 2016 przebywał na testach w niemieckim Werderze Brema, jednak odrzucił propozycję umowy, decydując się na rozwijanie kariery w ojczyźnie. Kilka dni później podpisał profesjonalny kontrakt ze swoim macierzystym Seattle Sounders FC. Pierwszy mecz rozegrał w nim w 23 lutego 2016 z meksykańską Américą (2:2) w ramach Ligi Mistrzów CONCACAF, natomiast w Major League Soccer zadebiutował 6 marca w przegranym 0:1 spotkaniu ze Sportingiem Kansas City. Premierowego gola strzelił 16 kwietnia tego samego roku w wygranej 2:1 konfrontacji z Philadelphia Union. Od razu został kluczowym zawodnikiem Sounders, tworząc skuteczny duet napastników z Clintem Dempseyem. W sezonie 2016 zdobył z ekipą prowadzoną przez Briana Schmetzera mistrzostwo MLS (MLS Cup), a sam otrzymał nagrodę MLS Rookie of the Year, przyznawaną najlepszemu młodemu piłkarzowi w lidze.
Znacznie słabszy okres na kanwie klubowej Morris zanotował w sezonie 2017, podczas którego zdobył wicemistrzostwo MLS – sam jednak zdobył zaledwie trzy gole w rozgrywkach. W lutym 2018, podczas jednego z meczów, zerwał więzadła krzyżowe w kolanie.

## Kariera reprezentacyjna
W maju 2013 Morris został powołany przez Taba Ramosa do reprezentacji Stanów Zjednoczonych U-20 na towarzyski Turniej w Tulonie. Na francuskich boiskach rozegrał trzy z czterech możliwych meczów (z czego dwa w wyjściowym składzie), zaś jego drużyna zakończyła udział w rozgrywkach na fazie grupowej.
W maju 2015 Morris w barwach olimpijskiej reprezentacji Stanów Zjednoczonych U-23 po raz kolejny wziął udział w Turnieju w Tulonie. Tym razem wystąpił w czterech z pięciu spotkań (z czego w trzech w pierwszym składzie) i strzelił gola w konfrontacji z Francją (1:3). Podopieczni Andreasa Herzoga spisali się natomiast lepiej niż przed dwoma laty i zajęli trzecie miejsce w rozgrywkach. Cztery miesiące później znalazł się w składzie na północnoamerykański turniej kwalifikacyjny do Igrzysk Olimpijskich w Rio de Janeiro. Pełnił wówczas rolę podstawowego gracza ekipy i rozegrał wszystkie pięć meczów (cztery w pierwszym składzie), strzelając w fazie grupowej dwa gole Kanadzie (3:1) oraz jednego Panamie (4:0). Amerykanie – gospodarze eliminacji – zajęli trzecie miejsce w rozgrywkach, a wobec porażki w barażu interkontynentalnym z Kolumbią (1:1, 1:2) nie zdołali awansować na igrzyska.
W sierpniu 2014 dziewiętnastoletni Morris został powołany przez selekcjonera Jürgena Klinsmanna do seniorskiej reprezentacji Stanów Zjednoczonych na mecz towarzyski z Czechami (1:0). Będąc wówczas graczem Stanford Cardinal, został pierwszym od piętnastu lat piłkarzem (poprzednim był Chris Albright) powołanym do dorosłej amerykańskiej kadry jako zawodnik drużyny uniwersyteckiej. Nie pojawił się jednak wówczas na boisku i debiut w kadrze zanotował trzy miesiące później, 18 listopada 2014 w przegranym 1:4 sparingu z Irlandią. Pierwszą bramkę w kadrze narodowej strzelił natomiast 15 kwietnia 2015 w wygranym 2:0 meczu towarzyskim z Meksykiem. W lipcu 2017 znalazł się w ogłoszonym przez Bruce'a Arenę składzie na Złoty Puchar CONCACAF, podczas którego rozegrał wszystkie sześć meczów (z czego trzy w wyjściowej jedenastce). Strzelił trzy gole – dwa w fazie grupowej z Martyniką (3:1) i jednego w finale z Jamajką (2:0) – co dało mu tytuł króla strzelców rozgrywek (ex aequo z Alphonso Daviesem i Kévinem Parsemainem), znalazł się również z wybranej przez CONCACAF najlepszej jedenastce turnieju. Amerykanie – pełniący rolę gospodarza – triumfowali natomiast w rozgrywkach.